# Rob Nicholson (musicien)
Pour les articles homonymes, voir Blaskó, Rob Nicholson et Nicholson.
Rob Nicholson alias Blasko, né le 24 novembre 1969 à Los Angeles, est un bassiste de heavy metal américain. Il est l'actuel bassiste d'Ozzy Osbourne, l'ex-bassiste de Rob Zombie et le bassiste de son propre groupe The Death Riders.

## Biographie
Blasko commence sa carrière avec le groupe de Santa Monica Cryptic Slaughter jouant sur plusieurs des albums du groupe. Après avoir joué avec différents groupes de la scène californienne, il rejoint le groupe Prong mais n'apparait sur aucun album à la suite de la séparation du groupe.
En septembre 1997 Blasko rejoint le groupe populaire de l'époque Danzig, mais là encore il n'apparait sur aucun album et part du groupe après quelques mois. Il rejoint ensuite le groupe de Rob Zombie, participant à ses trois premiers albums Hellbilly Deluxe, The Sinister Urge et Educated Horses.
Durant la période ou Rob Zombie tourne le film The Devil's Rejects, Blasko forme un nouveau groupe avec le créateur de la marque Coffin Case, Johnny Coffin. Le groupe s'appelle The Death Riders, et est composé de Blasko à la basse, Johnny Coffin à la guitare, Daniel Gray à la guitare et au chant et enfin DC à la batterie. Le groupe sort son premier album en 2005 intitulé The Soundtrack to Depression sur le label HorrorHigh.
Entretemps Blasko se fait engager par Ozzy Osbourne pour remplacer Robert Trujillo parti rejoindre Metallica. Il participe à l'enregistrement de l'album Black Rain et part définitivement de Rob Zombie pour être le bassiste permanent de Osbourne.
Rob Nicholson vient de créer un nouveau projet appelé Heavy Metal Karaoke, qui offre à n'importe quelle personne la chance de jouer avec un vrai groupe, composé de Tommy Clufetos, batteur de Rob Zombie, Nicholson à la basse et Tommy Victor guitariste de Ministry, à l'image d'un vrai karaoké. Le groupe fait ses premières représentations au Whiskey A Go GO d'Hollywood et à Las Vegas.

### Autres activités
Récemment Blasko a signé une série de vêtements pour la marque Affliction populaire notamment pour sa ligue d'arts martiaux mixtes. Il est de plus le directeur de la section musique de la marque.

## Discographie

### Rob Zombie
- 1998 : Hellbilly Deluxe
- 1999 : American Made Music to Strip By
- 2001 : The Sinister Urge
- 2006 : Educated Horses

### The Death Riders
- 2005 : Soundtrack For Depression
- TBA : And Then Came The Rain...

### Ozzy Osbourne
- 2007 : Black Rain
- 2010 : Scream